# Charleroi 21 Futsal
Maillots
Charleroi 21 Futsal, anciennement Action 21, est un club de futsal belge basé à Charleroi fondé en 1999 à la suite d'une fusion. En 2015, il fusionne de nouveau avec le Futsal Châtelineau pour devenir le Futsal Team Charleroi.
Entre la période de 1999 à 2010, Action 21 remporte dix championnats ainsi que quatre Coupes de Belgique. En 2005, l'équipe parvient à remporter la Coupe de l'UEFA contre le MFK Dinamo Moscou, après deux titres de vice-champions d'Europe en 2002 et 2003. Action 21 est le seul club belge à avoir gagné un titre européen.

## Histoire

### Genèse (années 1990)
Le futsal à Charleroi, c'est une grande histoire avec, à la base, le club de Charleroi Garenne, qui remporta deux coupes de Belgique[réf. nécessaire] et qui vit éclore plusieurs jeunes joueurs très talentueux qui devinrent ensuite de véritables stars du futsal belge[Qui ?].
Vint ensuite l'épopée sambrevilloise avec le FCS Sambreville de Paul Locicero, qui truste les titres de l'Association belge de football en salle.
Action 21 est issu d'une fusion entre le Charleroi Garenne et le FCS Sambreville.

### Débuts fastes (1999-2005)
Dès sa création, Action 21 remporte tous les titres de champion de Belgique URBSFA jusqu'en 2006, mettant fin à la domination des équipes limbourgeoises. En se professionnalisant tant au niveau de la structure sportive que de la structure administrative, Action 21 veut se positionner comme le leader du futsal belge en faisant également parler de lui en Europe.
En début de saison 2002-03, Action 21 Charleroi remporte pour la troisième fois de son histoire la Supercoupe belge qui oppose le vainqueur du championnat au vainqueur de la coupe.
L'équipe dispute la finale des deux premières éditions de la Coupe de futsal de l'UEFA, en 2001-02 et 2002-03, pour deux défaites face à Playas de Castellón. La seconde finale est perdue 6-4 malgré le doublé de Vanderlei.
Début 2004, Action 21 prend part à la première Coupe intercontinentale FIFA en tant que vice-champion d'Europe 2003. Au terme de la saison 2003-04, Action 21 remporte son cinquième titre de champion avec 29 victoires, un nul et seulement deux défaites - face aux Kickers Gilly - en 32 rencontres.
À l'aube de la saison 2004-05, Action 21 Charleroi et les Kickers décident d'unir leurs forces pour assurer la pérennité du futsal à Charleroi et se donner les moyens de remporter la Coupe d'Europe. Les meilleurs éléments des Kickers rejoignent Action 21 tandis qu'un accord de collaboration est conclu avec l'ONU Seraing pour assurer la pérennité du matricule et donner la possibilité à la formation liégeoise[Qui ?] d'évoluer au sein de l'élite. Au terme de la saison 2004-2005, alors quintuple champion belge en titre, Action 21 remporte la Coupe de l'UEFA,. Qualifié à la différence de but pour la finale, la troisième de son histoire, Action 21 s'impose 10-9 face au MFK Dinamo Moscou sur les deux matchs (4-3 au Spiroudôme puis 6-6 ap à Moscou),.

### Ennuis financiers et fusions (2006-2015)
En juillet 2006, son président Paul Locicero annonce placer Action 21 en liquidation judiciaire en raison de problèmes financiers dus à la réduction drastique du soutien de la ville de Charleroi, associée à la baisse de l'apport des sponsors. Une politique de réduction des coûts et l'arrivée de nouveaux sponsors permettent au club de continuer. La domination de Charleroi sur le championnat belge prend fin, au profit du Forcom Antwerpen 2000, mais Charleroi remporte tout de même sa septième Supercoupe de Belgique d'affilée. Un temps écarté de la compétition, l'équipe prend part au tour Elite de la Coupe UEFA chez le Clearex Chorzów et contre le KMF Marbo Beograd et les Azerbaïdjanais de l'Araz Naxçivan. Charleroi se qualifie pour le Final four où il perd en demi-finale face au Dinamo Moscou (3-1) puis s'incline aux tirs au but contre Murcie lors du match pour la troisième place. 
En octobre 2010, Action 21 ne parvient pas à se qualifier pour le tour élite de la Coupe de l'UEFA de Futsal, avec seulement une victoire pour deux défaites dans le groupe 6, où seuls les deux premiers sont qualifiés. 
En janvier 2011, Action 21 est assigné en dissolution devant le tribunal civil de Charleroi par l’Office national de sécurité sociale (ONSS), pour une dette de 100.000 euros. 
Empêtré dans ses problèmes de trésoreries, Action 21 devient officiellement Charleroi 21 début 2012, à la suite de sa fusion avec Frameuro Mons.
Cependant les problèmes persistent et le club se voit contraint de fusionner avec le Futsal Châtelineau et devient le Futsal Team Charleroi, ce qui coïncide avec la disparition du matricule 6101. Ce projet s'étale sur plusieurs mois et est effectif pour la saison 2015-2016.

## Structure du club

### Identité et locaux
| Charleroi Garenne (1995-1999)       | Charleroi Garenne (1995-1999) | Charleroi Garenne (1995-1999) | Charleroi Garenne (1995-1999) | Charleroi Garenne (1995-1999) | Charleroi Garenne (1995-1999) |  |  |                          |                          |                          |                          |                          |                          |  |  | FCS Sambreville | FCS Sambreville | FCS Sambreville | FCS Sambreville | FCS Sambreville | FCS Sambreville |  |  |
| Charleroi Garenne (1995-1999)       | Charleroi Garenne (1995-1999) | Charleroi Garenne (1995-1999) | Charleroi Garenne (1995-1999) | Charleroi Garenne (1995-1999) | Charleroi Garenne (1995-1999) |  |  |                          |                          |                          |                          |                          |                          |  |  | FCS Sambreville | FCS Sambreville | FCS Sambreville | FCS Sambreville | FCS Sambreville | FCS Sambreville |  |  |
|                                     |                               |                               |                               |                               |                               |  |  |                          |                          |                          |                          |                          |                          |  |  |                 |                 |                 |                 |                 |                 |  |  |
| Kickers Gilly (?-2004)              | Kickers Gilly (?-2004)        | Kickers Gilly (?-2004)        | Kickers Gilly (?-2004)        | Kickers Gilly (?-2004)        | Kickers Gilly (?-2004)        |  |  | Action 21 (1999-2012)    | Action 21 (1999-2012)    | Action 21 (1999-2012)    | Action 21 (1999-2012)    | Action 21 (1999-2012)    | Action 21 (1999-2012)    |  |  | Frameuro Mons   | Frameuro Mons   | Frameuro Mons   | Frameuro Mons   | Frameuro Mons   | Frameuro Mons   |  |  |
| Kickers Gilly (?-2004)              | Kickers Gilly (?-2004)        | Kickers Gilly (?-2004)        | Kickers Gilly (?-2004)        | Kickers Gilly (?-2004)        | Kickers Gilly (?-2004)        |  |  | Action 21 (1999-2012)    | Action 21 (1999-2012)    | Action 21 (1999-2012)    | Action 21 (1999-2012)    | Action 21 (1999-2012)    | Action 21 (1999-2012)    |  |  | Frameuro Mons   | Frameuro Mons   | Frameuro Mons   | Frameuro Mons   | Frameuro Mons   | Frameuro Mons   |  |  |
|                                     |                               |                               |                               |                               |                               |  |  |                          |                          |                          |                          |                          |                          |  |  |                 |                 |                 |                 |                 |                 |  |  |
|                                     |                               |                               |                               |                               |                               |  |  |                          |                          |                          |                          |                          |                          |  |  |                 |                 |                 |                 |                 |                 |  |  |
| Châtelineau (2005-2015)             | Châtelineau (2005-2015)       | Châtelineau (2005-2015)       | Châtelineau (2005-2015)       | Châtelineau (2005-2015)       | Châtelineau (2005-2015)       |  |  | Charleroi 21 (2012-2015) | Charleroi 21 (2012-2015) | Charleroi 21 (2012-2015) | Charleroi 21 (2012-2015) | Charleroi 21 (2012-2015) | Charleroi 21 (2012-2015) |  |  |                 |                 |                 |                 |                 |                 |  |  |
| Châtelineau (2005-2015)             | Châtelineau (2005-2015)       | Châtelineau (2005-2015)       | Châtelineau (2005-2015)       | Châtelineau (2005-2015)       | Châtelineau (2005-2015)       |  |  | Charleroi 21 (2012-2015) | Charleroi 21 (2012-2015) | Charleroi 21 (2012-2015) | Charleroi 21 (2012-2015) | Charleroi 21 (2012-2015) | Charleroi 21 (2012-2015) |  |  |                 |                 |                 |                 |                 |                 |  |  |
|                                     |                               |                               |                               |                               |                               |  |  |                          |                          |                          |                          |                          |                          |  |  |                 |                 |                 |                 |                 |                 |  |  |
| Futsal Team Charleroi (depuis 2015) |                               |                               |                               |                               |                               |  |  |                          |                          |                          |                          |                          |                          |  |  |                 |                 |                 |                 |                 |                 |  |  |

Le club est affilié à la Fédération royale belge de football sous le matricule 6101.
Les locaux administratifs d'Action 21 sont installés à la rue du Chemin Vert à Lodelinsart. Le club évolue au complexe sportif de la Garenne à Charleroi, complémentaire du Spiroudôme et destiné à accueillir des manifestations de plus petite envergure.

Logo d'Action 21
Logo du Charleroi 21

### Aspect financier
À partir de 2005, Action 21 est concerné par l'affaire de la Carolo bis. Cette instruction étudie les transferts d'argent entre les ASBL para-communales créées par Claude Despiegeleer et les clubs carolos de l'élite.
Début 2006, le nouvel échevin des Sports, Bernard Van Dyck (PS) revoit à la baisse les subventions allouées aux différents clubs d'élite. Au lieu de 500.000 euros promis par la ville, Action 21 n'en aurait reçu que 215.000, un manque trop important et tardif pour le club. En juillet 2006, son président Paul Locicero annonce placer Action 21 en liquidation judiciaire. Les enquêteurs du Service judiciaire d'arrondissement (SJA) de Charleroi mènent alors des perquisitions dans les locaux administratifs d'Action 21 et procèdent à la saisie de la comptabilité. Des soupçons ont notamment lieu sur l'ICDI de Lucien Cariat et des sommes allouées par l'Intercommunale au club de futsal, élément que le président Paul Locicero dit avoir supprimé dès février 2006. Une politique de réduction des coûts et l'arrivée de nouveaux sponsors permettent au club de continuer.

## Personnalités

### Dirigeants
Cofondateur du club, Paul Locicero est toujours président d'Action 21 lors des problèmes financiers de l'été 2006,. Il cède la présidence à la même période à Lucien Roméo qui, en tant qu'administrateur-délégué, amène Michel Trapani, Franco Romeo, Stefano Iurlaro avec lui. Paul Locicero ne cumule alors plus les fonctions de président et de directeur sportif, gardant ce dernier rôle. Roméo est toujours à la tête du club début 2011.
En 2012, Walter Sbardella est le président. Fin 2014 et en février 2015, Stefano Iurlaro est président du C21, qualifié de « président faisant fonction du club » alors que Lucien Roméo est le « vrai patron ».

### Entraîneurs
| Période          | Nom                 |
| ---------------- | ------------------- |
| 1997 à 2004      | ?                   |
| ?                | Carmine Di Risio    |
| ? à jan. 2004    | Ricardo Menèzes     |
| jan. 2004 à 2006 | Sérgio Benatti      |
| 2006 à ?         | Christian Vavadio   |
| 2006 à 2010      | ?                   |
| 2011             | Pedro Molina        |
| 2011-2012        | ?                   |
| mai-déc. 2012    | Rosario Persichetti |
| déc. 2012-2013   | Eduardo Sanchez     |
| 2013-2014        | André Vanderlei     |
| 2014-2015        | ?                   |

Carmine Di Risio conquiert les premiers titres d’Action 21.
Début 2004, l'entraîneur d'Action 21 Ricardo Menèzes quitte son poste pour devenir sélectionneur de l'équipe d'Iran.
En février 2004, Sérgio Benatti le remplace à la tête de l'équipe qui décroche le titre européen 2005 et poursuit sa domination sur le championnat belge.
À la suite des problèmes financiers de l'été 2006 et à la politique de réduction des coûts entamées, l'entraîneur adjoint Christian Vavadio est promu entraîneur principal en remplacement de Benatti.
En 2011, Pedro Molina est l'entraîneur de l'équipe,,.
Pour la saison 2012-2013, Rosario Persichetti arrive sur le banc de l'équipe première du club renommé Charleroi 21. Mais dès la fin d'année 2012, Persichetti est remercié faute de résultats,. Eduardo Sanchez, l’entraîneur des gardiens, assure l’intérim,.
En 203-2014, André Vanderlei commence sa carrière sur le banc en tant qu'entraîneur-joueur du C21 lors de la saison 2013-2014.

### Joueurs emblématiques
Dès ses débuts, Action 21 recrute des joueurs professionnels venus du Brésil pour atteindre le haut niveau. Mohamed Boukamir et Pedro Medina entament la série de titre de champion de Belgique à l'aube de l'an 2000. L'international brésilo-portugais Marcelo Salazar remporte son troisième titre en 2004 avec Charleroi.
À l'aube de la saison 2004-2005, Action 21 Charleroi et les Kickers[Qui ?] décident d'unir leurs forces pour assurer la pérennité du futsal à Charleroi et se donner les moyens de remporter la Coupe d'Europe. Les meilleurs joueurs des Kickers rejoignent Action 21. L'équipe remporte le titre européen avec notamment dans ses rangs en finale : le capitaine Alex Almeida, le gardien Luca Cragnaz ou encore André Vanderlei.
À la suite des problèmes financiers de l'été 2006 et à la politique de réduction des coûts entamées, l'équipe perd Alex, meilleur buteur de la saison précédente, et de Robinho, élu joueur belge de l'année. Le club recrute en contre-partie Zico, Liliu et Karim Chaibai, et fait revenir André. En novembre 2006, André et Zico sont les meilleurs buteurs du club depuis le début de la saison 2006-07, avec respectivement neut et onze buts.

## Palmarès

### Titres et trophées
En 2006, Action 21 remporte sa septième Supercoupe de Belgique d'affilée grâce à une victoire 5-2 face au PB Morlanwelz, malgré un retard de deux buts, grâce au doublé de Saad Salhi et le concours de Valentin Dujacquier, Samir Kassah et Jonathan Fossé.
| International | National | Autre |
| --- | --- | --- |
| - Coupe Intercontinentale - Troisième : 2004 - Quatrième : 2008 - Coupe de l'UEFA (1) - Vainqueur : 2004-05 - Finaliste : 2001-02 et 2002-03 - Coupe du Benelux (2) - Vainqueur : 2001 et 2002 - Finaliste : 2000, 2003 et 2007 | - Championnat de Belgique (10) - Champion : 1999-2000, 2000-01, 2001-02, 2002-03, 2003-04, 2004-05, 2005-06, 2007-08, 2008-09 et 2009-10 - Finaliste : 2006-07 - Coupe de Belgique (5) - Vainqueur : 2003-04, 2004-05, 2005-06, 2006-07 et 2009-10 - Finaliste : 2002-03 - Supercoupe de Belgique (9) - Vainqueur : 2000, 2001, 2002, 2003, 2004, 2005, 2006, 2008 et 2010 - Perdant : 2007 et 2009 | - Mérite sportif de la Ville de Charleroi (4) - Vainqueur : 2000, 2002, 2004, 2005[réf. nécessaire] - Mérite sportif de la Province de Hainaut (2) - Vainqueur : 2002 et 2005[réf. nécessaire] - Tournoi International de Porto (1) - Vainqueur : 2005[réf. nécessaire] |

### Bilan par saison
| Saison    | Championnat   | Championnat  | Coupe         | Supercoupe   | Coupe du Benelux | Coupe de l'UEFA | Coupe intercontinentale |
| Saison    | Ph. régulière | Ph. finale   | Coupe         | Supercoupe   | Coupe du Benelux | Coupe de l'UEFA | Coupe intercontinentale |
| --------- | ------------- | ------------ | ------------- | ------------ | ---------------- | --------------- | ----------------------- |
| 1999-2000 | ?             | Champion     | 16e de finale | Non qualifié | Non qualifié     | Non invité      | Non invité              |
| 2000-2001 | ?             | Champion     | ?             | Vainqueur    | Finaliste        | 1er tour        | Non invité              |
| 2001-2002 | ?             | Champion     | ?             | Vainqueur    | Vainqueur        | Finaliste       | Pas de compétition      |
| 2002-2003 | 1er           | Champion     | Finaliste     | Vainqueur    | Vainqueur        | Finaliste       | Pas de compétition      |
| 2003-2004 | 1er           | Champion     | Vainqueur     | Vainqueur    | Finaliste        | 2d tour         | 3e                      |
| 2004-2005 | 1er           | Champion     | Vainqueur     | Vainqueur    | ?                | Vainqueur       | Non invité              |
| 2005-2006 | 1er           | Champion     | Vainqueur     | Vainqueur    | ?                | 2d tour         | Non invité              |
| 2006-2007 | 1er           | Finaliste    | Vainqueur     | Vainqueur    | ?                | 4e              | Non invité              |
| 2007-2008 | 1er           | Champion     | Demi-finale   | Finaliste    | Finaliste        | Non qualifié    | 4e                      |
| 2008-2009 | 2e            | Champion     | Demi-finale   | Vainqueur    | ?                | Tour élite      | Pas de compétition      |
| 2009-2010 | 3e            | Champion     | Vainqueur     | Finaliste    | ?                | Tour élite      | Pas de compétition      |
| 2010-2011 | 3e            | Demi-finale  | ?             | Vainqueur    | ?                | Tour principal  | Non invité              |
| 2011-2012 | 7e            | Non qualifié | ?             | Non qualifié | Non qualifié     | Non qualifié    | Non invité              |
| 2012-2013 | 5e            | Non qualifié | ?             | Non qualifié | Non qualifié     | Non qualifié    | Non invité              |
| 2013-2014 | 7e            | Non qualifié | ?             | Non qualifié | Non qualifié     | Non qualifié    | Non invité              |
| 2014-2015 | 6e            | Non qualifié | ?             | Non qualifié | Non qualifié     | Non qualifié    | Non invité              |